# Kaiser (Porzellan)
Kaiser-Porzellan (bis 1970 Alboth & Kaiser) ist ein deutscher Porzellanhersteller. Das Unternehmen wurde 1872 von August Alboth in Coburg gegründet und stellt heute neben kunstvollen Vasen und Figuren auch aufwendig dekoriertes Gebrauchsgeschirr her. Sitz der Firma ist Bad Staffelstein.

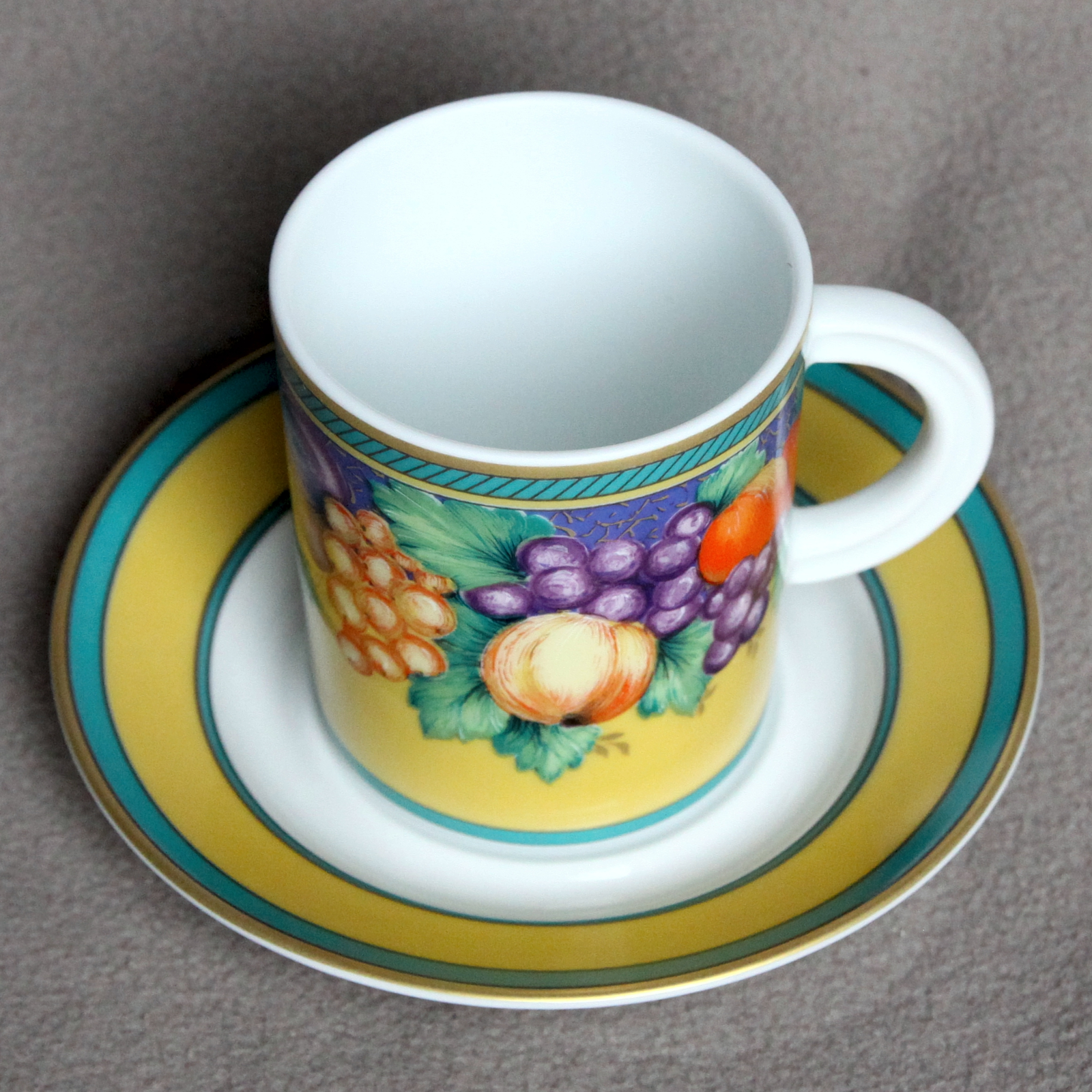
Moderne Espressotasse
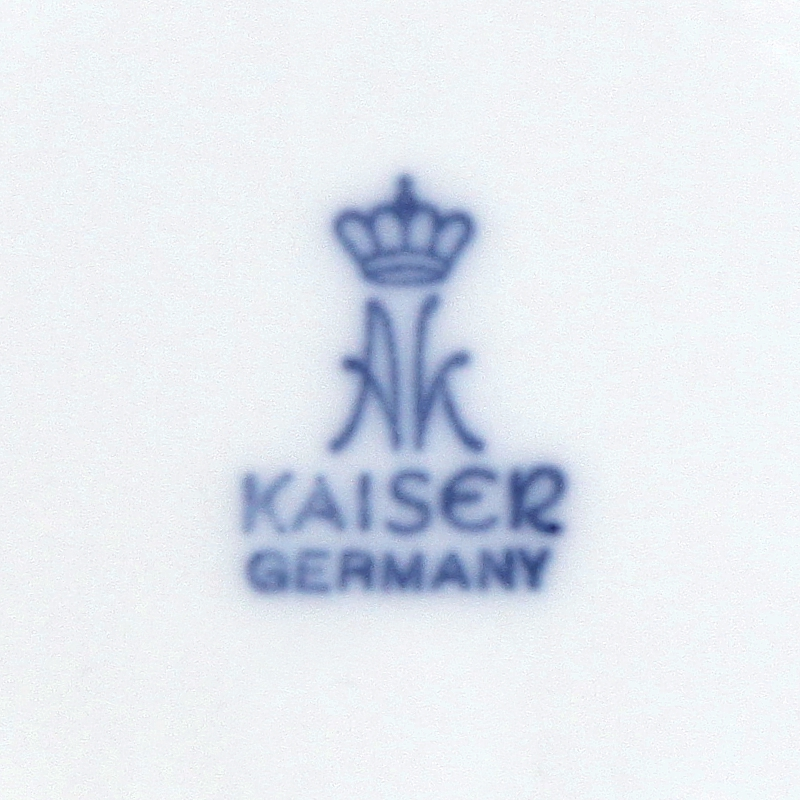
Bodenmarke der Firma